# Большой Кодач
Большой Кодач — река в России, протекает по Сосногорскому и Троицко-Печорскому районам Республики Коми. Устье реки находится в 1299 км от устья Печоры по левому берегу. Длина реки — 65 км, площадь водосборного бассейна — 375 км².

## Течение
Исток реки в Сосногорском районе в 25 км к востоку от посёлка Войвож. Река течёт на северо-восток, в нижнем течении поворачивает на восток. Русло сильно извилистое, в низовьях образует старицы. В среднем течении перетекает в Троицко-Печорский район. Всё течение проходит по ненаселённому заболоченному таёжному лесу. Скорость течения около устья 0,5 м/с. Впадает в Печору чуть ниже деревни Тимушево.

## Притоки
(указано расстояние от устья)
- 28 км: река Седвож (лв)
- 34 км: река Коношъёль (пр)
- 37 км: река Югыдъёль (пр)
- 49 км: река без названия (пр)
- 54 км: река без названия (пр)

## Данные водного реестра
По данным государственного водного реестра России относится к Двинско-Печорскому бассейновому округу, водохозяйственный участок реки — Печора от истока до водомерного поста у посёлка Шердино, речной подбассейн реки — Бассейны притоков Печоры до впадения Усы. Речной бассейн реки — Печора.